# Okręty podwodne typu O-1
Okręty podwodne typu O-1 – amerykański typ okrętów podwodnych projektu stoczni Electric Boat, stanowiących nieznaczne powiększenie jednostek typu L-1 z siłownią o zmniejszonej mocy celem zwiększenia jej niezawodności. Jednokadłubowe jednostki zbudowane przez Electric Boat, służyły także podczas drugiej wojny światowej wypełniając zadania szkoleniowe i zostały pocięte w 1946 roku. 28 października 1923 roku USS „O-5” został staranowany i zatopiony przez parowiec „Abangarez” w Strefie Kanału Panamskiego, „O-1” został pocięty 18 marca 1918 roku, a „O-9” został utracony 20 czerwca 1941 roku z powodu usterki mechanicznej.